# David Fincher
David Fincher (ur. 28 sierpnia 1962 w Denver) – amerykański reżyser i producent filmowy. Jest zdobywcą Złotego Globu, za swoją twórczość był również trzykrotnie nominowany do Nagrody Akademii Filmowej.

## Życiorys
Początkowo pracował w firmie zajmującej się animacją. Mając 18 lat, znalazł się w Industrial Light & Magic, wytwórni George’a Lucasa, miał okazję pracować przy realizacji filmów takich jak Powrót Jedi (1983) Richarda Marquanda oraz Indiana Jones i Świątynia Zagłady (1984) Stevena Spielberga. Po kilku latach Fincher opuścił jednak wytwórnie Lucasa, by zacząć działać na własną rękę. Zaczął tworzyć reklamówki i bardzo szybko wyrobił sobie tym nazwisko. Ustawiały się do niego takie firmy jak: Pepsi, Revlon, Levi’s czy Nike. Uznanie przyniosły mu także wyreżyserowane teledyski, szczególnie: „Express Yourself” (1989) oraz „Vogue” (1990) Madonny, za które został nagrodzony statuetką MTV Video Music Awards.
W 1992 roku Fincher zadebiutował jako reżyser filmów fabularnych trzecią częścią Obcego. Krytyka przyjęła jednak film dość chłodno, a sam Fincher powrócił do krótszych form. Dopiero w 3 lata później dostrzeżono jego talent. Wyreżyserował on film Siedem, w którym udało mu się zgromadzić gwiazdorską wręcz obsadę: Brad Pitt, Morgan Freeman, Kevin Spacey oraz Gwyneth Paltrow. Film ten przyniósł mu olbrzymie uznanie zarówno krytyki jak i widzów, dzięki czemu Fincher zyskał również ugruntowaną pozycję wśród hollywoodzkich reżyserów, co dało mu pewną niezależność twórczą. W 1997 roku, stworzył kolejny thriller – Gra – z udziałem Michaela Douglasa, natomiast w 1999 roku wyreżyserował jak dotychczas najbardziej kontrowersyjny i wzbudzający skrajne odczucia, dziś uchodzący za kultowy, Podziemny krąg. Produkcja ta wywołała prawdziwą burzę w świecie filmowym (i nie tylko). W 2002 roku podjął się reżyserii Azylu, a w roku 2007 – Zodiaka. Za The Social Network otrzymał Satelitę i Złoty Glob.
W 2011 nakręcił film Dziewczyna z tatuażem ekranizację książki Mężczyźni, którzy nienawidzą kobiet z serii Millennium, autorstwa Stiega Larssona.

## Filmografia

### Filmy
- 1992 Obcy 3 (Alien³)
- 1995 Siedem (Se7en)
- 1997 Gra (The Game)
- 1999 Podziemny krąg (Fight Club)
- 2002 Azyl (Panic Room)
- 2007 Zodiak (Zodiac)
- 2008 Ciekawy przypadek Benjamina Buttona (The Curious Case of Benjamin Button)
- 2010 The Social Network
- 2011 Dziewczyna z tatuażem (The Girl with the Dragon Tattoo)
- 2013 House of Cards (odc. 1-2)
- 2014 Zaginiona dziewczyna (Gone Girl)
- 2020 Mank
- 2023 Zabójca (The Killer)

### Teledyski
- 1984 Rick Springfield – „Bop 'Til You Drop”
- 1985 Rick Springfield – „Celebrate Youth”
- 1985 The Motels – „Shame”
- 1985 The Motels – „Shock”
- 1985 Rick Springfield – „Dance This World Away”
- 1986 The Outfield – „All The Love In The World”
- 1986 The Outfield – „Everytime You Cry”
- 1986 Stabilizers – „One Simple Thing”
- 1987 Loverboy – „Love Will Rise Again”
- 1987 Colin Hay – „Can I Hold You”
- 1987 Foreigner – „Say You Will”
- 1987 Wire Train – „She Comes On”
- 1987 Eddie Money – „Endless Nights”
- 1987 Patty Smyth – „Downtown Train”
- 1987 The Hooters – „Johnny B”
- 1987 Mark Knopfler – „Storybook Story”
- 1987 Loverboy – „Notorious”
- 1987 Loverboy – „Love Will Rise Again”
- 1987 The Outfield – „No Surrender”
- 1987 Martha Davis – „Don’t Tell Me The Time”
- 1987 Bourgeois Tagg – „I Don't Mind At All”
- 1988 Martha Davis – Tell It To the Moon
- 1988 Johnny Hates Jazz – „Heart Of Gold”
- 1988 Sting – „Englishman In New York”
- 1988 Johnny Hates Jazz – „Shattered Dreams” (druga wersja)
- 1988 Jody Watley – „Most Of All”
- 1988 Ry Cooder – „Get Rhythm”
- 1988 Steve Winwood – „Roll With It”
- 1988 Paula Abdul – „The Way That You Love Me” (pierwsza wersja)
- 1988 Steve Winwood – „Holding On”
- 1989 Gipsy Kings – „Bamboleo” (druga wersja)
- 1989 Paula Abdul – „Straight Up”
- 1989 Jody Watley – „Real Love”
- 1989 Gipsy Kings – „Bamboleo” (trzecia wersja)
- 1989 Roy Orbison – „She's A Mystery To Me”
- 1989 Paula Abdul – „Forever Your Girl”
- 1989 Madonna – „Express Yourself”
- 1989 Don Henley – „The End Of The Innocence”
- 1989 Paula Abdul – „Cold Hearted”
- 1989 Madonna – „Oh Father”
- 1989 Aerosmith – „Janie's Got A Gun”
- 1990 Neneh Cherry – „Heart”
- 1990 Madonna – „Vogue”
- 1990 Billy Idol – „Cradle Of Love”
- 1990 Iggy Pop – „Home”
- 1990 Billy Idol – „L.A. Woman”
- 1990 Wire Train – „Should She Cry?”
- 1990 George Michael – „Freedom ’90”
- 1993 Madonna – „Bad Girl”
- 1993 Michael Jackson – „Who Is It?”
- 1994 The Rolling Stones – „Love Is Strong”
- 1996 The Wallflowers – „6th Avenue Heartache”
- 2000 A Perfect Circle – „Judith”
- 2005 Nine Inch Nails – „Only"